# Jean-Baptiste Hérard
Jean-Baptiste Hérard, né le 5 septembre 1755 à Gyé-sur-Seine (département de l'Aube), mort le 11 novembre 1834 à Falmouth (États-Unis, état de Virginie), est un homme politique de la Révolution française.

## Biographie
Il est le fils de Jean-Baptiste Hérard, vigneron, et de sa seconde épouse, Marie Catherine Amiot. Il s'établit à Sens, où il exerça la profession d'avoué, d'avocat et de procureur de la juridiction royale en 1778.
En septembre 1792, alors qu'il est vice-président du district de Sens, Hérard est élu député du département de l'Yonne, le septième sur neuf, à la Convention nationale. Il est élu suppléant au Comité des Domaines en octobre 1792. 
Il siège sur les bancs de la Plaine. Lors du procès de Louis XVI, il se prononce pour la mort, vote en faveur de l'appel au peuple mais rejette le sursis. Il vote en faveur de la mise en accusation de Marat et en faveur du rétablissement de la Commission des Douze. 
Il est maire de Sens du 20 avril au 21 juin 1798, commissaire du Directoire près les tribunaux civils et criminels de l'Yonne (an VII et VIII), puis commissaire près l'administration centrale du même département.
Il sort du Conseil des Anciens en l'an VII et est nommé, le 16 germinal au VIII, juge au tribunal civil d'Auxerre puis juge de paix à Sens de 1804 à 1814.
Il est élu, le 13 mai 1815, député de l'arrondissement de Sens à la Chambre des Cent-Jours.
La loi du 12 janvier 1816 sur les régicides le contraint à s'exiler. Il meurt expatrié.